# Chitungwiza
Chitungwiza er en by i den nordlige del af Zimbabwe, med et indbyggertal (pr. 2002) på cirka 321.000. Byen ligger kun cirka 30 kilometer fra hovedstaden Harare og er kendt som en højborg for den zimbabwiske oppositionsbevægelse.
18°00′S 31°03′Ø / 18.000°S 31.050°Ø